# Exposition universelle de 2025
L’Expo 2025 (2025年日本国際博覧会, Nisennijūgo-nen Nippon Kokusai Hakurankai) et officiellement Expo Kansai d'Osaka (大阪・関西万博, Ōsaka–Kansai Banpaku) est une exposition universelle organisée et approuvée par le Bureau international des expositions (BIE) se déroulant à Osaka, au Japon. L'exposition est ouverte du 13 avril au 13 octobre 2025. Il s'agit de la deuxième organisation d'une exposition universelle dans cette ville, puisqu'elle avait déjà été l'hôte pour l'exposition universelle de 1970. L'événement est repassé au traditionnel cycle de cinq ans après que l'édition de 2020 a été repoussée à 2021 en raison de la pandémie de Covid-19. Le nombre de visiteurs projeté est de 28,2 millions.

## Sélection de la ville organisatrice
Le processus de sélection est lancé avec le dépôt au BIE de la première candidature officielle, celle du Grand Paris, le 22 novembre 2016. Dès lors, s'ouvre une période de six mois durant laquelle les autres États candidats peuvent aussi se déclarer.
Quatre villes se déclarent candidates avant le 22 mai 2017, à 18 h (heure de Paris), date limite de dépôt des demandes.
| Pays        | Ville              | Thème                                                                                 | Date de dépôt de la candidature |
| ----------- | ------------------ | ------------------------------------------------------------------------------------- | ------------------------------- |
| France      | Paris              | La connaissance à partager, la planète à protéger                                     | 22 novembre 2016                |
| Japon       | Préfecture d'Osaka | Concevoir la société du futur, imaginer notre vie de demain                           | 26 avril 2017                   |
| Russie      | Iekaterinbourg     | Changer le monde : innovations inclusives pour nos enfants et les générations futures | 22 mai 2017                     |
| Azerbaïdjan | Bakou              | Capital Humain                                                                        | 22 mai 2017                     |

Logo de la candidature du Grand Paris.
Logo de la candidature d'Osaka.
Logo de la candidature d'Ekaterinbourg.
Logo de la candidature de Bakou.

Le projet de candidature du Grand Paris reçoit l'approbation de François Hollande, président de la République française, le 6 novembre 2014. Le comité de candidature se constitue en GIP dont la présidence est confiée à Pascal Lamy, délégué interministériel. Son budget de 25 millions d'euros est réparti entre l'État (30 %), la ville de Paris (10 %), le Grand Paris (10 %), la région Île-de-France (10 %) et EXPOFRANCE 2025 qui rassemble des mécènes et des entreprises donatrices.
Le 20 janvier 2018, le Grand Paris retire sa candidature, le Premier ministre Édouard Philippe évoquant un risque financier,.
| Ville              | 1re | 2e |
| ------------------ | --- | -- |
| Préfecture d'Osaka | 85  | 92 |
| Iekaterinbourg     | 48  | 61 |
| Bakou              | 23  | —  |

Le vote a lieu le 23 novembre 2018 lors de la 164e assemblée générale du Bureau international des expositions. Osaka est désignée en obtenant 92 voix au second tour.

## Budget
Le financement de l'exposition est assuré par le gouvernement du Japon, la préfecture d'Osaka, la ville d'Osaka et des entreprises privées. Initialement estimé à 125 milliards de yens, le budget est monté ensuite à 185 milliards de yens, ce qui est jugé insuffisant en juillet 2023. La part des entreprises privées est de 61,7 milliards de yens.
En octobre 2023, une nouvelle estimation est faite, qui porte le budget à 235 milliards de yens.

## Site

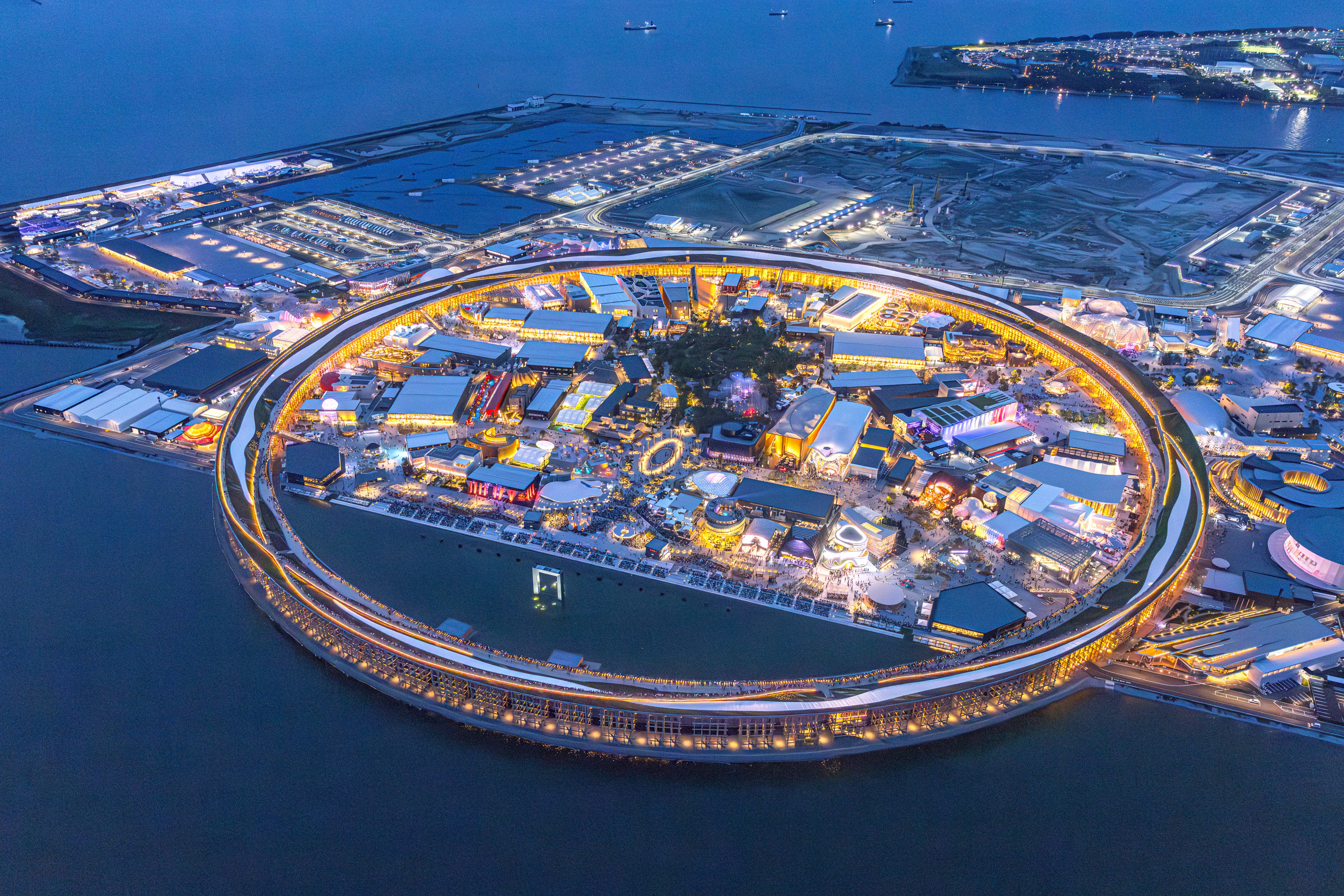
Vue panoramique du Grand anneau.

Le site principal de l'exposition se situe sur l'île artificielle de Yumeshima sur environ 155 hectares,. Conçu par l'architecte Sou Fujimoto, il s'articule autour de trois espaces principaux :
- Green World, une zone ouverte comportant une station de bus, et l'entrée ;
- Pavilion World, la zone où se trouve les pavillons nationaux, cernée par une grande promenade circulaire ;
- Water World, une zone de relaxation utilisant le paysage aquatique.

Le pavillon domestique, c'est-à-dire celui du Japon, est situé à l'est du Pavilion World, en dehors de l'anneau. Les pavillons des entreprises partenaire se trouvent également à l'extérieur de la promenade circulaire.

### Marquise
Une marquise circulaire, d'une circonférence de 2 km et d'un diamètre de 675 m, entoure le site de l'exposition. Destinée à protéger les visiteurs de la pluie et du soleil, elle est construite en bois, selon la technique traditionnelle nuki (en), utilisée par exemple au temple Kiyomizu-dera. Il est possible de marcher sur son toit.

### Rencontres préliminaires
La première rencontre préliminaire de préparation de l’exposition se tient à Osaka les 25 et 26 octobre 2022. Les représentants d'une centaine de pays y assistent.

### Craintes de retards
À l’été 2023, Hirofumi Yoshimura, gouverneur de la préfecture d'Osaka, ainsi que Fumio Kishida, alors premier ministre japonais, expriment leurs craintes face au retard pris dans la construction des pavillons des pays étrangers.

## Collaborations
En avril 2021, les organisateurs de l'exposition annoncent qu'ils vont collaborer avec l'Agence japonaise de coopération internationale et la JETRO (Japan External Trade Organization) pour la promotion de l’événement.
La préfecture d'Osaka entend développer l'industrie des eVTOL à l'occasion de l'exposition.

## Mascotte
Un concours public a été organisé pour la création de la mascotte de l'exposition. 1 898 projets ont été proposés.
La mascotte retenue a été créée par « mountain mountain », un groupe de designers tokyoïtes dirigé par Kohei Yamashita. Elle constitue en une silhouette bleue, symbole de l'eau et de ses formes changeantes, qui porte le logo rouge de l'exposition, fait de cellules incarnant la « brillance de la vie ».
En juillet 2022, 1 000 jours avant l'inauguration, le nom de la mascotte, Myaku-Myaku (ミャクミャク), est annoncé après une sélection parmi plus de 33 000 propositions,. Ce nom est une onomatopée exprimant l'idée de continuité.

## Taxis volants
Les organisateurs de l'exposition souhaitent promouvoir le développement de voitures volantes à usage commercial de taxi pour au moins deux passagers entre le site de l'exposition et cinq autres lieux (aéroport du Kansai, Universal Studios Japan, château d'Osaka, aquarium d'Osaka et aéroport de Kobe).

## Accès aux animaux domestiques
Le maire de la ville d'Osaka, Ichiro Matsui, insiste pour que les visiteurs puissent venir avec leurs animaux domestiques à l'exposition, mais le bureau international des expositions émet des réserves sur ce sujet. En février 2023, des négociations sont en cours. En septembre, malgré un ancien maire « amoureux des chats », l'exposition n'autorise finalement aucun animal de compagnie à entrer, ce qui aurait été une première.